# Битка код Слатине (1562)
Битка код Слатине 1562. била је део хрватско-турских ратова.

## Хрватска офанзива
Месеца марта год. 1562. провали бан Ердеди с копривничким капетаном Гашпаром Рабом у турску Подравину. Потукавши Турке код Слатине, запали тај град и 1.000 влашких кућа око Воћина, Слатине и Миклеуша, одакле су Власи често у хрватску Подравину проваљивали и велику јој штету наносили. Споразумно с Ердедом провалио је истовремено (25. марта 1562) из јужне Угарске у турску Подравину такође Никола Зрински, који је после смрти Марка Станчића Хорвата г. 1561. постао капетан града Сигета. Турци су наиме наумили, да на реци Драви подигну тврђаве у Св. Ђурђу и у Мославини, одакле ће лакше ударати на Сигет. Овај посао преузео је Арслан-бег, заповедник санџака у Пожеги; он је уз себе имао 3.000 војника, те много Влаха и сељака, који су довозили грађу. Зрински је код Мославине 26. марта распршио турску војску, те Арслан бега потиснуо према Валпову до Св. Ђурђа, отевши му две заставе и све топове.

## Последице
Разваливши још утврде код Мославине и спаливши дрвену грађу, вратио се Зрински у Сигет, одакле је 31. марта успех свог похода јавио краљевићу Максимилијану. Три месеца иза тога дође у турску Подравину мостарски санџак Малкоч-бег с великом војском, у којој су били и Арслан-бег и Ферхат-бег, па даде утврдити Мославину.
Цар Фердинанд је 1. јуна 1562. од султана Сулејмана измолио осмогодишњи мир, обећавши Турској годишњи данак од 30.000 дуката.